# 에디 알바레스 (야구 선수)
에두아르도 코르테스 알바레스 (Eduardo Cortes Alvarez, 1990년 1월 30일~) 은 쿠바계 미국인 야구 선수이다. 마이애미 말린스의 내야수이다. 2014년 동계 올림픽 쇼트트랙 5000m 계주로 은메달을 땄으며, 2020년 하계 올림픽 야구 미국 국가대표팀의 일원으로 은메달을 땄다. 다른 종목으로 동하계 올림픽에서 모두 메달을 딴 6번째 선수, 3번째 미국 선수가 되었다. 야구 이외의 종목에서 올림픽 메달을 따고 메이저 리그 베이스볼에서 활동한 선수는 짐 소프와 에디 알베레스 뿐이다.
쿠바 이민자의 아들로 태어난 알바레스는 플로리다 마이애미에서 자랐다. 5살에 롤러스케이트를 타고 7살에 아이스 스피드스케이팅을 시작했으며 11살에 인라인, 롱트랙 및 쇼트트랙 스피드스케이팅에서 전국 연령대 타이틀을 획득하기도 했다. 고등학교 때 다른 관심 분야인 야구에 집중하기 위해 스케이트를 잠시 쉬었다. 알바레스는 대학 장학금을 받을 만큼 충분히 잘 뛰었지만, 올림픽의 꿈을 좇기 위해 야구를 그만두었다.
2008년과 2009년 세계 주니어 쇼트트랙 스피드스케이팅 선수권 대회에 참가하여 2009년에 금메달을 땄다. 2010년 올림픽 참가 기회를 놓친 후, 그는 수년간의 만성적인 고통 끝에 무릎을 쉬게 하기 위해 야구로 돌아왔다. 그는 올컨퍼런스 유격수가 되었지만 무릎은 나아지지 않았다. 2012년 초 알바레스는 심하게 찢어진 슬개건을 재건하는 수술을 받아 4주 동안 완전히 움직일 수 없었다. 7월에 미국 국가 대표팀으로 돌아 왔지만 경쟁적으로 스케이트를 타는 것은커녕 계단을 오르기도 힘들었다.
집중적인 물리 치료 후 알바레스는 2012년 12월 미국 월드컵 팀을 만들었다. 그는 미국 국내 랭킹 3위로 시즌을 시즌을 마쳤다. 2013-14년 월드컵 시즌 동안 알바레스는 3개의 메달을 땄다. 2014년 올림픽 예선에서 그는 500 미터에서 2위, 1500 미터에서 2위, 1000 미터에서 3위를 차지했다. 이 성과로 그는 미국 올림픽 대표가 된 최초의 쿠바계 미국인 남자 스피드스케이팅 선수가 되었다. 올림픽에서 그는 3개의 개인 종목에서는 메달을 따지 못했으나, 5000 미터 계주에서 은메달을 획득했다. 올림픽에 앞서 알바레즈는 야구에 집중하기 위해 경기 후 스피드스케이팅을 포기할 계획이라고 말했다.
2020뇬 4월 5일 MLB에 첫 출전했으며, 알바레스는 짐 소프에 이어 야구 이외의 종목으로 올림픽에서 메달을 딴 두번째 MLB 선수이자, 동계 올림픽에서 메달을 딴 첫 MLB 선수가 되었다.

## 어린 시절
에두아르도 알바레스는 1990년 1월 30일 쿠바 이민자의 아들로 태어났다. 마이애미에서 자랐고 크리스토퍼 콜럼버스 고등학교를 졸업했다.
5살 때, 알바레스는 플라스틱 롤러스케이트 한 켤레를 받았다. 그는 사우스비치에서 주말 군중을 위해 상자를 뛰어넘는 묘기를 부리며 스포츠에 대한 재능과 열정을 발견했다. 7살 때, 그의 코치인 밥 매닝은 그를 아이스 스케이팅에 입문시켰다. 매닝의 제자이며 마이애미에 사는 제니퍼 로드리게스에게 영감을 받아 알바레스는 올림픽의 꿈을 키우게 되었다. 11살 때, 알바레스는 인라인 스피드스케이팅, 롱트랙 스피드스케이팅, 쇼트트랙 스피드스케이팅 세 부문의 전국 연령별 대회에서 모두 수상했다.
고등학교 때, 알바레즈는 그의 다른 관심 분야인 야구에 집중하기 위해 스케이팅을 멈추었다. 그는 유격수로 세인트토마스 대학교에 전액 운동 장학금을 받을 만큼 충분히 잘 뛰었다. 하지만 올림픽에 출전한다는 생각은 그를 스피드스케이팅으로 다시 끌어들였고 알바레스는 장학금을 거절했다. 그리고 야구를 포기하고 스케이팅으로 되돌아갔다.

## 스케이팅 경력
2008년과 2009년 세계 주니어 쇼트트랙 스피드스케이트 선수권 대회에 참가하여 2009년 3000 미터 계주에서 금메달을 땄다. 위 바이러스에 걸려 알바레스는 2010년 올림픽 선발전에서 7위를 차지했고 대표팀에서 탈락했다. 선발전이 끝난 후, 그는 수년간의 만성적인 고통 끝에 무릎을 쉬게 하기 위해 스케이팅을 쉬기로 결정했다. "운동을 끝낼 수 없을 지경에 이르렀다. 집에 와서 울곤 했다"고 회상했다. "하지만 올림픽 시즌이었고 잃을 것이 없었기 때문에 나는 그것을 헤쳐나가라고 스스로에게 말하곤 했다."
2011 시즌 동안 알바레스는 솔트레이크 커뮤니티 칼리지 야구 팀으로 들어갔다. 그는 선발 유격수가 되었고, 타율 0.303을 기록했으며, 시즌 동안 올컨퍼런스 팀에 선발되었다. 그러나 무릎은 나아지지 않았고 마침내 무릎 검사를 받기로 했다. 그의 주치의는 알바레스가 양쪽 무릎의 슬개골 힘줄에서 총 12곳이 찢어졌다는 것을 발견했다.
알바레스는 스케이팅에 복귀할 가능성을 없앨 수도 있는 수술에 의존하기 전에 5번의 플라스마 주사를 맞았다. 2012년 3월에 수술을 받았고 이후 4주 동안 꼼짝도 하지 못했다. 그는 "힘든 시간이었다"고 회상했다. "내 역대 최저치야. 그만둘 각오가 되어 있었다." 그의 아버지는 알바레스에게 인내심을 가지라고 설득했고 7월까지 알바레스는 국가대표팀에 복귀할 준비가 되었다. 그는 전재수 감독이 선수들을 정신적, 육체적으로 학대했다는 비난의 여파로 팀이 무너지는 와중에 복귀했다. 전재수 감독은 강제로 쫓겨나 국가대표팀의 절반을 데리고 나가 자신의 스케이팅 클럽을 결성했다. 알바레스는 공식 팀에 머물렀다. 그는 "내가 할 수 있는 유일한 방법은 지원뿐이었기 때문에 전국 레이싱 프로그램에 다시 들어갔다"고 설명했다. "나 혼자서는 할 수 없었다. 나는 나에게 최선의 일을 해야 했다." 알바레스의 근육은 사용을 하지 않아 너무 약해져서 도움 없이는 계단 한 세트를 할 수도 없었다. 그의 동료들이 스케이트 기술을 익히는 동안, 그는 다리 근육을 회복시키기 위해 격렬한 물리 치료를 받았다.
2012년 12월까지 알바레스는 월드컵 팀에 진출할 수 있을 만큼 충분히 회복되었다. 2013년 1월, 미국 전국 선수권 대회 이후 그는 미국 대표팀에서 4위를 차지했다. 그는 세계 선수권 대회에 참여하고, 시즌이 끝날 때까지 3위를 차지했다. 2013-14 ISU 쇼트트랙 스피드스케이팅 월드컵에서 그는 5000 미터 계주에서 금(콜롬나)과 은(서울)을 획득했다. 또한 500 미터에서 동메달(상하이)을 획득했다.
2014년 동계 올림픽 선발전서 알바레스는 1500미터에서 2위, 500 미터에서 2위를 차지하며 올림픽 대표의 자리를 확보했다. 그는 미국 올림픽 대표가 된 최초의 쿠바계 미국인 남자 스피드 스케이팅 선수가 되었다.  "이것은 내가 어렸을 때부터 나의 꿈이었고, 나의 목표였다. 나는 그 단상에 서고 싶다. 나는 조국과 배경, 가족, 부모님을 대표하고 싶다." 알바레스는 1000 미터에서 3위를 차지하며 선발전을 마무리했다.
2014년 동계 올림픽 1500m에서는 이탈리아 선수와 충돌하여 실격했다. 1000미터에서 캐나다 선수가 그의 앞에서 미끄러졌을 때 넘어졌다. 5000m 계주 예선에서 대한민국 대표에게 밀렸지만, 심판이 대한민국 선수가 알바레스를 방해했다고 판결하면서 미국 대표팀은 결선 라운드에 진출했다. 500미터 예선에서 알바레스는 다시 쓰러졌는데, 이번에는 부드러운 얼음 위에서 미끄러져 스스로 넘어졌다. 그는 모든 폭포에 대해 언급하면서 링크 가장자리에서 보호 패딩을 치는 기술로 메달을 받아야 한다고 농담을 했다. 알바레스는 5000m 계주 결승에서 우승팀인 러시아에 0.271초 뒤져 은메달을 획득했다.
올림픽에 앞서 알바레스는 대회 후 야구에 복귀하겠다고 말하고, 드래프트가 되기를 희망했다. 알바레스는 자신이 다시 빙상으로 돌아오지 않을 것이라고 95% 확신한다고 말했다.

## 야구 경력

### 시카고 화이트삭스
시카고 화이트삭스는 2014년 6월 11일 알바레스와 마이너리그 계약을 맺었다. 그는 루키급 애리조나 리그의 애리조나 화이트삭스에서 프로 데뷔전을 치르고 27 경기를 뛰었다. 2014년 8월 12일 A급 사우스 애틀랜틱 리그의 커내폴리스 인티미데이터로 승격되었다.
알바레스는 2015시즌을 커내폴리스와 함께 시작했다. 알바레스는 커내폴리스와의 성공적인 경기 후 2015년 7월 22일 A급 캐롤라이나 리그의 윈스턴살렘 대시(Winston-Salem Dash)로 승격되었다. 2016년, 그는 AA 서던 리그의 버밍엄 바론스로 시즌을 시작했고, AAA 인터내셔널 리그의 샬럿 나이츠로 승격되었다. 시즌에는 6홈런 65타점으로 .265/.341/.365의 성적을 기록했다. 알바레스는 2017년 버밍엄과 샬롯의 한 해를 쪼개 126경기에서 홈런 4개, 타점 39개로 타율 0.235/.347/.310을 기록했다. 알바레스는 2018년 샬롯 101경기에서 통산 8홈런 37타점으로 0.253/.348/435를 기록했다.

### 마이애미 말린스
2019년 3월 27일 알바레스는 마이애미 말린스로 트레이드되었다. 그는 2019시즌 트리플A 뉴올리언스 베이비케익스, 더블A 잭슨빌 점보시림프, 하이A 주피터 해머헤드 등 3팀 70경기에서 통산 12홈런, 44타점으로 기록을 쌓았다. 2020년 8월 3일, 말린스는 알바레스를 40인 로스터에 포함시켜 메이저리그로 승격시켰다. 8월 5일 알바레스는 볼티모어 오리올스와의 경기에서 메이저리그에 데뷔했다. 알바레스는 12차례 출전에서 37타수 7안타에 그친 뒤 2020년 9월 13일 말린스에 의해 배정 지명됐다. 그는 2021 시즌을 트리플A의 잭슨빌 점보시림프에서 시작했다.

### 미국 대표팀
2021년 5월 알바레스는 2020년 하계 올림픽 야구 예선 미국 야구 국가대표팀 명단에 이름을 올렸다. 미국이 예선을 통과한 후, 알바레스는 7월 2일 올림픽 선수 명단에 이름을 올렸다. 7월 21일, 알바레스는 올림픽 개막식에서 농구선수 수 버드와 함께 미국의 기수로 선정되었다. 알바레스는 미국 선수단 기수를 맡은 최초의 야구 선수가 되었다. 미국팀은 금메달 결정전에서 일본 대표팀에게 져 은메달을 획득했다. 알바레스는 동계 올림픽과 하계 올림픽에 모두 출전한 135번째 선수가 되었고 동계와 하계 올림픽 모두에서 메달을 딴 6번째 선수가 되었다. 알바레스는 에디 이건, 로린 윌리엄스와 함께 동계와 하계 올림픽에서 모두 메달을 딴 세 번째 미국 선수가 되었다.

## 같이 보기
- 다른 종목에서 올림픽 메달을 딴 선수 목록
- 올림픽 야구 메달리스트 목록